# Джильи (фильм)
«Джильи» (англ. Gigli) — американская кинокомедия режиссёра Мартина Бреста с Беном Аффлеком и Дженнифер Лопес в главных ролях.
Фильм получил шесть антипремий «Золотая малина», в том числе в таких номинациях, как «худший фильм», «худший режиссёр», «худший актёр» и «худшая актриса».
В 2010 году фильм номинировался на «Золотую малину» как «Худший фильм десятилетия».

## Сюжет
Незадачливый лос-анджелесский гангстер Ларри Джильи получил возможность отличиться. Он выкрадывает слабоумного младшего брата окружного прокурора и прячет его на захудалой квартире. Боссы мафии считают, что так смогут контролировать прокурора и защитить босса мафии Старкмена. Луис, который подрядил Джильи на похищение, не доверяет ему и подсылает женщину, называющую себя Рики, чтобы она присмотрела за Джильи.
Рики привлекательна и очень нравится главному герою, но её не влечёт к мужчинам. К тому же Джильи разочарован тем, что ему приходится подчиняться женщине. Джильи также очень раздражен гиперсексуальностью Брайана, однако быстро привязывается к пареньку. Тем сложнее ему выполнить следующий приказ — отрезать у Брайана палец и отослать по определенному адресу. Тяжелые раздумья и колебания заканчиваются тем, что Джильи и Рики переспали друг с другом. На следующий день они ослушались приказа и отрезали палец у неизвестного трупа из морга.
Обман быстро вскрывается. Джильи, Рики и Луиса доставляют на аудиенцию со Старкменом. Мафиози сразу убивает Луиса и собирается расправиться с остальными провинившимися, но Рики удаётся отговорить Старкмена. Влюбленные счастливым образом спасаются и решают вернуть Брайана обратно в лечебницу для душевнобольных. По дороге они видят съёмочную группу «Спасателей Малибу», по которым Брайан буквально сходит с ума. Они оставляют парня на съёмочной площадке сериала на пляже и сами покидают город.

## В ролях
- Бен Аффлек — Ларри Джильи
- Дженнифер Лопес — Рики
- Джастин Барта — Брайан
- Аль Пачино — Старкмен
- Лэйни Казан — миссис Джильи
- Кристофер Уокен — детектив Джейкобелис
- Ленни Венито — Луис

## Награды
Фильм был награждён «Золотой малиной» в номинациях:
- «Худший фильм»
- «Худшая актриса»
- «Худший актёр»
- «Худший актёрский дуэт» — Бен Аффлек и Дженнифер Лопес

На церемонии «Золотая малина 2005» фильм был признан худшей комедией за первые 25 лет существования премии.
В 2010 году фильм номинировался на «Золотую малину» в трех категориях:
- Худший фильм десятилетия.
- Худшая мужская роль за прошедшее десятилетие — Бен Аффлек за «Джильи» и другие фильмы
- Худшая женская роль за прошедшее десятилетие — Дженнифер Лопес за «Джильи» и другие фильмы